# Фиалка пармская
Фиалка пармская — травянистое многолетнее растение семейства Фиалковые гибридного происхождения. Хазмогамные цветки исключительно ароматные и крупные (до 20 лепестков), клейстогамные — невзрачные, слабо фертильные. Цветение однократное, весной. Размножается вегетативно, в промышленных масштабах — меристемой. В культуре известна с XVI века, в естественных условиях не встречается.

## Происхождение

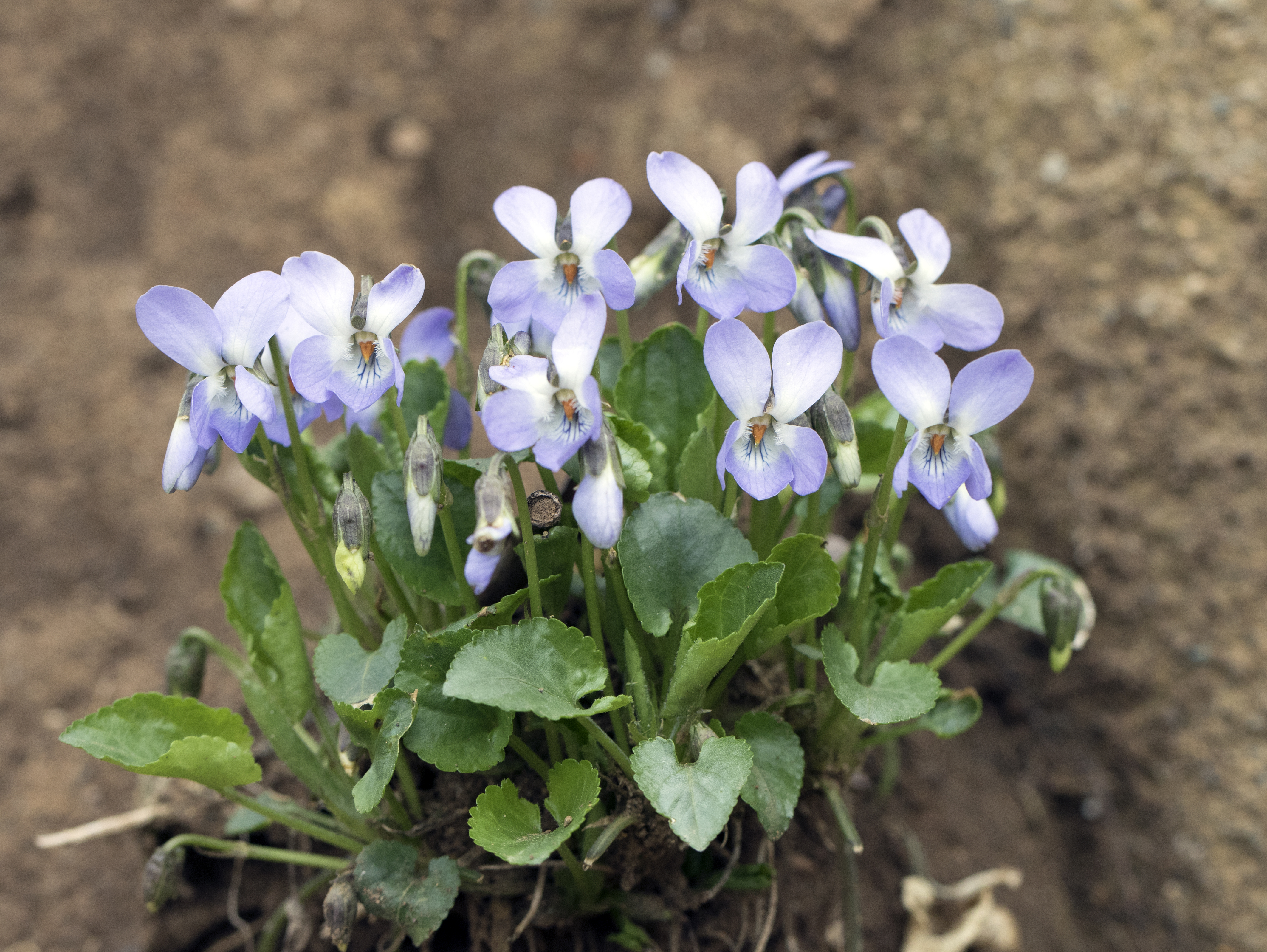
Viola alba subsp. dehnhardtii

Происхождение фиалки пармской долгое время оставалось неясным, и предполагалось родство либо с фиалкой душистой (Viola odorata), либо с фиалкой приятной (Viola suavis), либо с фиалкой белой (Viola alba). Последние исследования на генетическом уровне позволили уверенно сказать, что фиалка пармская является гибридом Viola alba subsp. dehnhardtii (восточное Средиземноморье и западная Азия). Родительские растения, скорее всего турецкого происхождения, были завезены на территорию современной Италии в районе Неаполя до 1573 года и гибридизировались с местными видами.
Распространение фиалки пармской в северной Италии и южной Франции связано с Бурбонской династией, правившей Неаполитанским королевством с 1730 года. К началу XIX века центрами её выращивания становятся Парма и Тулуза.

## Синонимы
Viola odorata var. parmensis Hort.

## Сорта

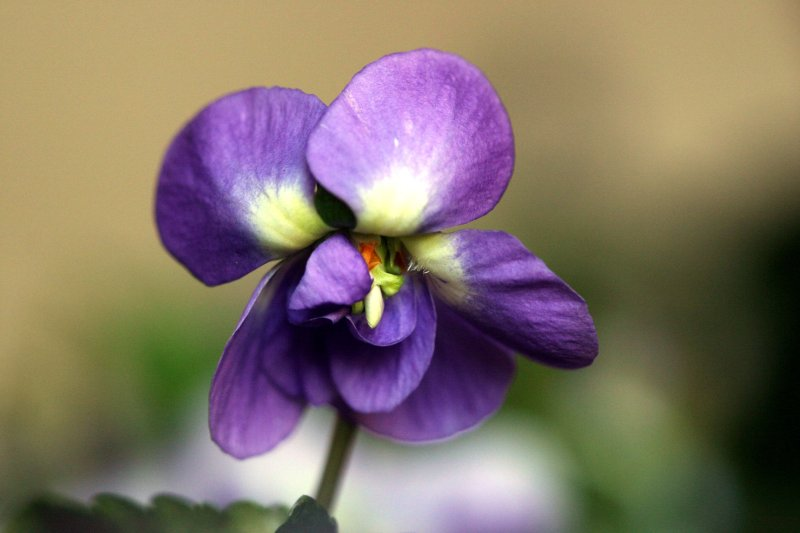
Сорт 'Parme de Toulouse'

- Comte de Brazza — единственная пармская фиалка белого цвета, на ярком солнце кончики лепестков голубеют.
- D’udine — цветки голубые, крупные
- Duchess de Parma — цветки лавандово-синие, крупные
- Gloire de Verdun — цветки тёмно-лавандовые
- Lady Hume Campbell — цветки лавандовые
- Marie Louise — цветки голубые, в зеве красное пятнышко
- Parme de Toulouse — цветки лавандово-синие[2].

## Использование
До начала XX века фиалку пармскую широко экспортировали, использовали как выгоночное и комнатное растение, делали сладости из засахаренных цветков, готовили ликёры и духи. После Первой мировой войны в Европе началась мода на африканские сенполии, и крупные производители переключились на их выращивание. В парфюмерной промышленности ещё в XIX веке натуральное фиалковое масло начали вытеснять более дешёвые химические заменители, и промышленное значение фиалки упало, однако на юге США и Западной Европы её по-прежнему выращивают в качестве садового растения.
Культивируя фиалку пармскую, следует учитывать её субтропическое происхождение и то, что у неё, возможно, нет периода зимнего покоя. Она не выносит вымокания и продолжительных отрицательных температур. В литературе для неё указывают зоны 6 и 7 под вопросом, но пока не удалось найти сведений о её нормальной зимовке при температуре ниже −7° С.